# Resolution 1970 des UN-Sicherheitsrates
Die Resolution 1970 des UN-Sicherheitsrates ist eine Resolution, die der Sicherheitsrat der Vereinten Nationen auf seiner 6491. Sitzung am 26. Februar 2011 einstimmig angenommen hat. Mit der Resolution, die aufgrund von Artikel 41 im Kapitel VII der Charta der Vereinten Nationen verabschiedet wurde und deswegen völkerrechtlich verbindlich ist, reagierte das Gremium auf die Entwicklung der Situation in Libyen und verhängte Wirtschaftssanktionen gegen den nordafrikanischen Staat. Diese umfassen ein Waffenembargo, ein Reiseverbot für Muammar al-Gaddafi und einige seiner Familienmitglieder sowie hochrangige Angehörige seiner Regierung. Bankkonten Libyens und der Personen auf der Liste in der Anlage der Resolution wurden eingefroren.
Ferner verwies der Sicherheitsrat die Situation gemäß Art. 13 des Rom-Status an den Internationalen Strafgerichtshof, der somit internationale Kernverbrechen im Rahmen seiner Zuständigkeit verfolgen kann, die seit dem 15. Februar 2011 im Zusammenhang mit diesem Konflikt begangen wurden. Hierbei wurden auch die libyschen Behörden angewiesen, mit dem Gerichtshof zu kooperieren.
Mit dem Resolutionstext gehen die Mitglieder des Sicherheitsrates davon aus, dass die „weitverbreiteten und systematischen Angriffe, die derzeit in der Libysch-Arabischen Dschamahirija gegen die Zivilbevölkerung stattfinden, Verbrechen gegen die Menschlichkeit gleichkommen kann“.
Der Sicherheitsrat verlangte mit der Resolution ein sofortiges Ende der Gewalt und Schritte, die geeignet sind, „die berechtigten Forderungen der Bevölkerung“ zu erfüllen. Die Vereinten Nationen fordern die libyschen Behörden auf, Maßnahmen zu ergreifen, um die Sicherheit ausländischer Personen in Libyen zu gewährleisten und denen die Ausreise zu erleichtern, die das Land verlassen wollen. Außerdem wird verlangt, dass Libyen ausländischen humanitären und medizinischen Helfern die Einreise ermöglicht und eine sichere Passage von Hilfsgütern sicherstelle. Schließlich verlangte das Gremium eine Aufhebung von Beschränkungen für die Medien.

## Reiseverbot im Ausland
Dem Reiseverbot unterliegen 16 Personen, die der Regierung angehören und/oder dem Regime nahestehen:
- Abdulqader Mohammed Al-Baghdadi, Chef des Verbindungsbüros des Revolutionskomitees
- Abdulqader Yusef Dibri, Chef der Leibwache Muammar al-Gaddafis
- Abu Zayd Umar Dorda, Direktor der Externen Sicherheitsorganisation
- Abu Bakr Yunis Jabir, Verteidigungsminister
- Matuq Mohammed Matuq, Minister für öffentliche Versorgungseinrichtung
- Sayyid Mohammed Qadhaf Al-dam, Cousin von Muammar al-Gaddafi
- Aischa al-Gaddafi, Tochter von Muammar al-Gaddafi
- Hannibal Muammar al-Gaddafi, Sohn von Muammar al-Gaddafi
- Khamis Gaddafi, Sohn von Muammar al-Gaddafi und Anführer der Khamis-Brigade
- Muhammad al-Gaddafi, ältester Sohn von Muammar al-Gaddafi und Präsident des Nationalen Olympischen Komitees
- Muammar al-Gaddafi, Revolutionsführer, Oberbefehlshaber der Streitkräfte
- Mutasim-Billah  al-Gaddafi, Nationaler Sicherheitsberater, Sohn von Muammar al-Gaddafi
- As-Saadi al-Qaddhafi, Kommandeur der Spezialkräfte, Sohn von Muammar al-Gaddafi
- Saif al-Arab al-Gaddafi, Sohn von Muammar al-Gaddafi
- Saif al-Islam al-Gaddafi, Direktor der Gaddafi-Stiftung, Sohn von Muammar al-Gaddafi
- Abdullah al-Senussi, Direktor des militärischen Geheimdienstes und Schwager von Muammar al-Gaddafi

## Bankkonten eingefroren
Die Einfrierung der Bankguthaben erstreckt sich auch auf die folgenden sechs Mitglieder der Gaddafi-Familie:
- Aischa al-Gaddafi
- Hannibal Muammar al-Gaddafi
- Khamis al-Gaddafi
- Muammar al-Gaddafi
- Mutasim-Billah  al-Gaddafi
- Saif al-Islam al-Gaddafi